# Relaciones España-Seychelles
Las relaciones España-Seychelles son las relaciones bilaterales entre estos dos países. Seychelles no tiene una embajada en España pero tiene consulados en Barcelona, Madrid, Valencia y Sevilla. España no tiene embajada en Seychelles pero su embajada en Adís Abeba, Etiopía, está acreditada para este país, pero tiene un consulado en Victoria.

## Relaciones diplomáticas
España no tiene una Embajada residente en Seychelles. Las relaciones diplomáticas se canalizan a través de la Embajada en Addis Abeba (Etiopía). En el caso de Seychelles, es su Embajada en París la acreditada ante España.
Las relaciones bilaterales se consideran excelentes, habiéndose producido un estrechamiento gradual de las mismas en los últimos años sobre la base de las actividades pesqueras de buques españoles en la zona y en el interés común en la lucha contra la piratería. En la actualidad, una treintena de buques de interés nacional (buques con pabellón español o pabellón de Seychelles con armador español) usan el puerto de Victoria como base para sus operaciones.
Asimismo, de manera reciente España y Seychelles están colaborando en el ámbito de las energías renovables y la gestión del agua y la energía, tal como lo demuestra la visita que realizó a la Isla de El Hierro una delegación de Seychelles encabezada por el presidente de la Corporación de Servicios Públicos de Seychelles en diciembre de 2014.